# Выборы в Государственную думу Российской империи I созыва
Выборы в I Государственную Думу Российской империи — выборы в Госдуму Российской империи. Первые выборы в законосовещательный (позже — законодательный) орган Российской империи. Происходили в феврале — марте 1906 года.

## Предыстория

### Революция 1905—1907 годов в России

#### Причины революции
Развитие деятельности человека в новую инфраструктуру государства, возникновение промышленности и видов деятельности при хозяйствовании, радикально отличающихся от видов хозяйствования XVII—XIX столетий, влекло обострение необходимости реформирования деятельности власти и органов власти. Прекращение периода существенной значимости натурального хозяйства, интенсивная форма прогресса промышленных методов, уже для XIX века потребовали радикальных новаций в администрировании и праве. Вслед за отменой крепостного права и преобразованием хозяйств в предприятия промышленности требовался новый институт законодательной власти и нормативные правовые акты регулирования правоотношений.

##### Крестьяне в предреволюционные годы
Крестьяне составляли самое многочисленное сословие Российской империи — около 77 % от общего населения. Быстрый рост численности населения в 1860—1900 годах привел к тому, что величина среднего надела сократилась в 1,7-2 раза, в то время как средняя урожайность за указанный период выросла всего в 1,34 раза. Результатом этого дисбаланса стало постоянное падение среднего сбора хлеба на душу земледельческого населения и, как следствие, ухудшение экономического положения крестьянства в целом.
Курс на активное стимулирование экспорта хлеба, взятый с конца 1880-х годов российским правительством, явился ещё одним фактором, ухудшившим продовольственное положение крестьянства. Лозунг «не доедим, но вывезем», выдвинутый министром финансов Вышнеградским, отражал стремление правительства поддерживать экспорт хлеба любой ценой, даже в условиях внутреннего неурожая. Это было одной из причин, приведших к голоду 1891—1892 года. Начиная с голода 1891 г. кризис сельского хозяйства все больше признавался как затяжной и глубокий недуг всей экономики Центральной России..
Мотивация крестьян к повышению производительности своего труда была низкой. Причины этого были изложены Витте в своих воспоминаниях следующим образом:
Как может человек проявить и развить не только свой труд, но инициативу в своем труде, когда он знает, что обрабатываемая им земля через некоторое время может быть заменена другой (община), что плоды его трудов будут делиться не на основании общих законов и завещательных прав, а по обычаю (а часто обычай есть усмотрение), когда он может быть ответственен за налоги, не внесенные другими (круговая порука)… когда он не может ни передвигаться, ни оставлять своё, часто беднее птичьего гнезда, жилище без паспорта, выдача коего зависит от усмотрения, когда одним словом, его быт в некоторой степени похож на быт домашнего животного с тою разницею, что в жизни домашнего животного заинтересован владелец, ибо это его имущество, а Российское государство этого имущества имеет при данной стадии развития государственности в излишке, а то, что имеется в излишке, или мало, или совсем не ценится.
Постоянное снижение размеров земельных наделов («малоземелье») привели к тому, что общим лозунгом российского крестьянства в революции 1905 года было требование земли, за счет перераспределения в пользу крестьянских общин частновладельческой (в первую очередь помещичьей) земли.

#### Кровавое воскресенье (1905)

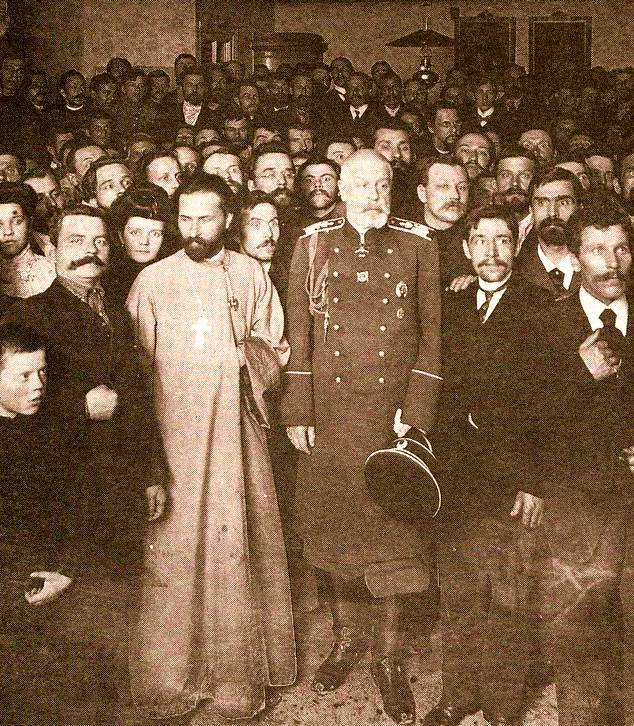
Г. А. Гапон в «Собрании русских фабрично-заводских рабочих»

В конце 1904 года в стране обострилась политическая борьба. Провозглашённый правительством П. Д. Святополк-Мирского курс на доверие к обществу привёл к активизации деятельности оппозиции. Ведущую роль в оппозиции в тот момент играл либеральный «Союз освобождения». В сентябре представители «Союза освобождения» и революционных партий съехались на Парижскую конференцию, где обсуждали вопрос о совместной борьбе с самодержавием. По итогам конференции были заключены тактические соглашения, сущность которых выражалась формулой: «врозь наступать и вместе бить». В ноябре в Петербурге по инициативе «Союза освобождения» состоялся Земский съезд, которым была выработана резолюция с требованием народного представительства и гражданских свобод. Съезд дал толчок кампании земских петиций, требовавших ограничить власть чиновников и призвать общественность к управлению государством. Вследствие допущенного правительством ослабления цензуры тексты земских петиций проникали в печать и становились предметом всеобщего обсуждения. Революционные партии поддерживали требования либералов и устраивали студенческие демонстрации.
В конце 1904 года в события была вовлечена крупнейшая легальная рабочая организация страны — «Собрание русских фабрично-заводских рабочих г. Санкт-Петербурга». Во главе организации стоял священник Георгий Гапон. В ноябре группа членов «Союза освобождения» встретилась с Гапоном и руководящим кружком «Собрания» и предложила им выступить с петицией политического содержания. В ноябре-декабре идея выступления с петицией обсуждалась в руководстве «Собрания». В декабре на Путиловском заводе произошёл инцидент с увольнением четырёх рабочих. Мастером деревообделочной мастерской вагонного цеха Тетявкиным был поочерёдно заявлен расчёт четырём рабочим — членам «Собрания». Расследование инцидента показало, что действия мастера были несправедливыми и диктовались враждебным отношением к организации. От администрации завода потребовали восстановить уволенных рабочих и уволить мастера Тетявкина. В ответ на отказ администрации руководство «Собрания» пригрозило забастовкой. 2 января 1905 года на заседании руководства «Собрания» было решено начать забастовку на Путиловском заводе, а в случае неисполнения требований — обратить её во всеобщую и использовать для подачи петиции.
3 января 1905 года забастовал Путиловский завод с 12 500 рабочими, а 4 и 5 января к бастующим присоединились ещё несколько заводов. Переговоры с администрацией Путиловского завода оказались безрезультатными, и 5 января Гапон бросил в массы мысль обратиться за помощью к самому царю. 7 и 8 января забастовка перекинулась на все предприятия города и обратилась во всеобщую. Всего в забастовке приняло участие 625 предприятий Петербурга со 125 000 рабочих. В те же дни Гапоном и группой рабочих была составлена на имя императора Петиция о рабочих нуждах, в которой наряду с экономическими содержались требования политического характера. Петиция требовала созыва народного представительства на основе всеобщего, прямого, тайного и равного голосования, введения гражданских свобод, ответственности министров перед народом, гарантий законности правления, 8-часового рабочего дня, всеобщего образования за государственный счёт и многого другого. 6, 7 и 8 января петиция зачитывалась во всех 11 отделах «Собрания», под ней были собраны десятки тысяч подписей. Рабочие приглашались в воскресенье, 9 января, явиться на площадь Зимнего дворца, чтобы «всем миром» вручить петицию царю.
7 января содержание петиции стало известно царскому правительству. Содержавшиеся в ней политические требования, предполагавшие ограничение самодержавия, оказались неприемлемы для правящего режима. В правительственном сообщении они расценивались как «дерзкие». Вопрос о принятии петиции в правящих кругах не обсуждался. 8 января на заседании правительства под председательством Святополк-Мирского было решено не допускать рабочих до Зимнего дворца, а при необходимости останавливать их силой. С этой целью было решено расставить на главных магистралях города кордоны из войск, которые должны были преграждать рабочим путь к центру города. В город были стянуты войска общей численностью более 30 000 солдат. Вечером 8 января Святополк-Мирский ездил в Царское Село к императору Николаю II с докладом о принятых мерах. Царь записал об этом в своём дневнике. Общее руководство операцией было возложено на командующего Гвардейским корпусом князя С. И. Васильчикова.

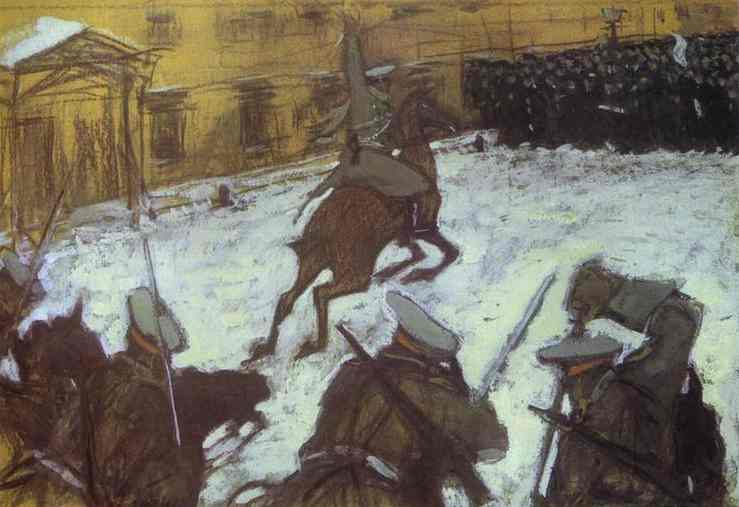
В. А. Серов. «Солдатушки, бравы ребятушки, где же ваша слава?», 1905 г.

Утром 9 января колонны рабочих общей численностью до 150 000 человек двинулись из разных районов к центру города. Во главе одной из колонн с крестом в руке шёл священник Гапон. При приближении колонн к воинским заставам офицеры требовали от рабочих остановиться, однако те продолжали двигаться вперёд. Наэлектризованные фанатической пропагандой, рабочие упорно стремились к Зимнему дворцу, не обращая внимания на предупреждения и даже атаки кавалерии. Чтобы предотвратить скопление 150-тысячной толпы в центре города, войска были вынуждены произвести ружейные залпы. Залпы производились у Нарвских ворот, у Троицкого моста, на Шлиссельбургском тракте, на Васильевском острове, на Дворцовой площади и на Невском проспекте. В других частях города толпы рабочих разгонялись саблями, шашками и нагайками. По официальным данным, всего за день 9 января было убито 96 и ранено 333 человека, а с учётом умерших от ран — 130 убитых и 299 раненых. По подсчётам советского историка В. И. Невского, убитых было до 200, раненых — до 800 человек.
Разгон безоружного шествия рабочих произвёл шокирующее впечатление на общество. Сообщения о расстреле шествия, многократно завышавшие количество жертв, распространялись нелегальными изданиями, партийными прокламациями и передавались из уст в уста. Оппозиция возложила всю ответственность за случившееся на императора Николая II и самодержавный режим. Скрывшийся от полиции священник Гапон призвал к вооружённому восстанию и свержению династии. Революционные партии призвали к свержению самодержавия. По всей стране прокатилась волна забастовок, проходивших под политическими лозунгами. Во многих местах забастовками руководили партийные работники. Традиционная вера рабочих масс в царя пошатнулась, а влияние революционных партий стало расти. Численность партийных рядов быстро пополнялась. Приобрёл популярность лозунг «Долой самодержавие!» По мнению многих современников, царское правительство совершило ошибку, решившись на применение силы против безоружных рабочих. Опасность бунта была предотвращена, но престижу царской власти был нанесён непоправимый урон. Вскоре после событий 9 января министр Святополк-Мирский был отправлен в отставку.

#### Ход революции до августа 1905 года
После событий 9 января П. Д. Святополк-Мирский был уволен с должности министра внутренних дел и заменён Булыгиным; была учреждена должность Санкт-Петербургского генерал-губернатора, на которую 12 января был назначен генерал Д. Ф. Трепов.
29 января (11 февраля) Указом Николая II была создана комиссия под председательством сенатора Шидловского с целью «безотлагательного выяснения причин недовольства рабочих Петербурга и его пригородов и устранения таковых в будущем». Членами её должны были стать чиновники, фабриканты и депутаты от петербургских рабочих. Политические требования были заранее объявлены неприемлемыми, однако именно их избранные от рабочих депутаты и выдвинули (гласность заседаний комиссии, свобода печати, восстановление закрытых правительством 11 отделов гапоновского «Собрания», освобождение арестованных товарищей). 20 февраля (5 марта) Шидловский представил Николаю II доклад, в котором признал неудачу комиссии; в этот же день царским указом комиссия Шидловского была распущена.

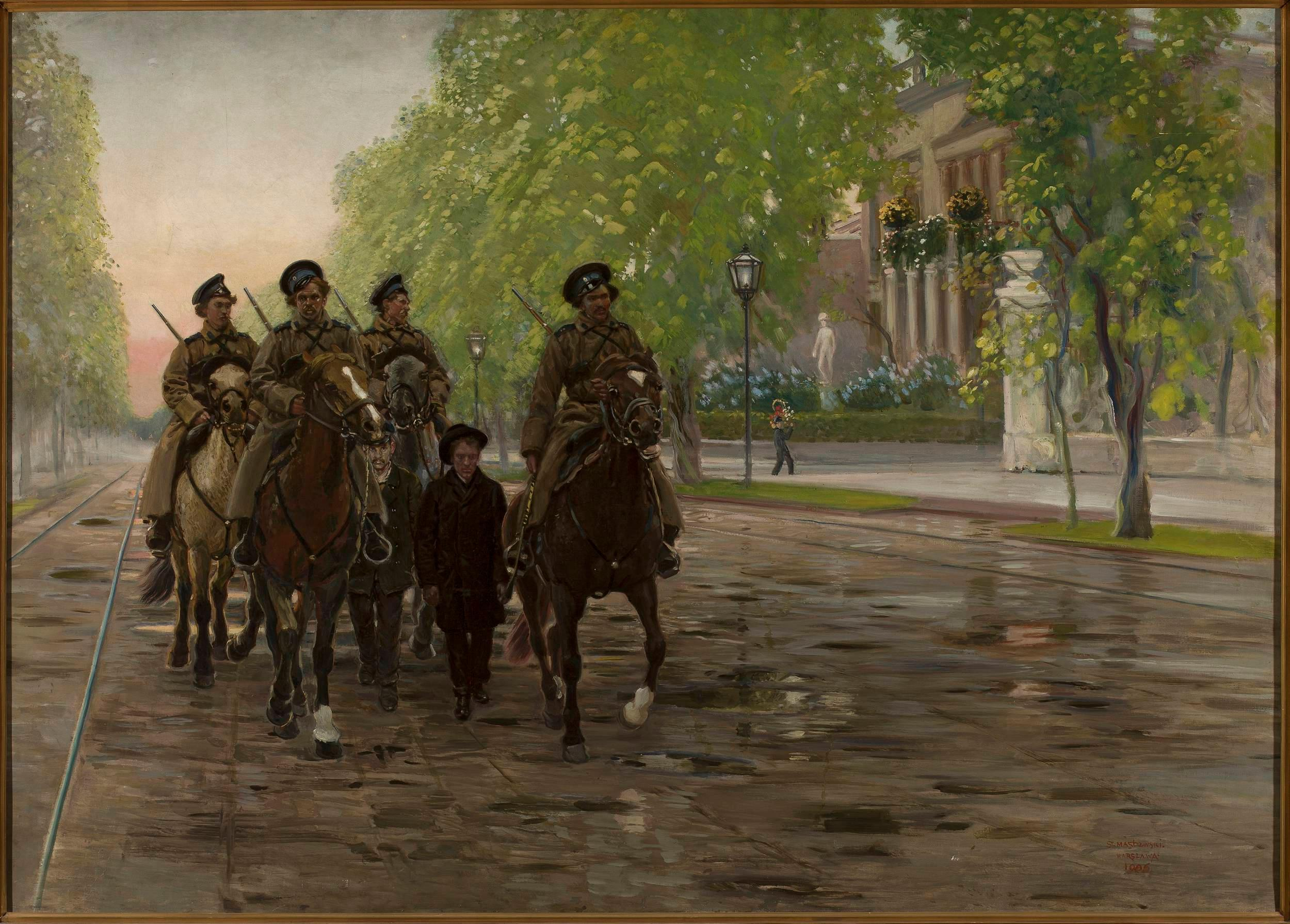
Весна 1905 года. Картина польского художника Станислава Масловского

После 9 января по стране прокатилась волна забастовок. 12-14 января в Риге и Варшаве состоялась всеобщая стачка протеста против расстрела демонстрации рабочих Петербурга. Началось стачечное движение и забастовки на железных дорогах России. Начались и общероссийские студенческие политические забастовки. В мае 1905 г. началась всеобщая стачка иваново-вознесенских текстильщиков, бастовало 70 тыс. рабочих более двух месяцев. Во многих промышленных центрах возникли Советы рабочих депутатов.
Социальные конфликты отягощались конфликтами на национальной почве. На Кавказе начались столкновения армян с азербайджанцами, продолжавшиеся в 1905—1906 годах.
18 февраля был опубликован царский манифест с призывом к искоренению крамолы во имя укрепления истинного самодержавия, и указ Сенату, разрешавший подавать на имя царя предложения по усовершенствованию «государственного благоустройства». Николаем II был подписан рескрипт на имя министра внутренних дел А. Г. Булыгина с предписанием о подготовке закона о выборном представительном органе — законосовещательной Думы.
Опубликованные акты как бы дали направление дальнейшему общественному движению. Земские собрания, городские думы, профессиональная интеллигенция, образовавшая целый ряд всевозможных союзов, отдельные общественные деятели обсуждали вопросы о привлечении населения к законодательной деятельности, об отношении к работе учреждённого под председательством гофмейстера Булыгина «Особого совещания». Составлялись резолюции, петиции, адреса, записки, проекты государственного преобразования.
Организованные земцами февральский, апрельский и майский съезды, из которых последний прошёл с участием городских деятелей, завершились поднесением Государю Императору 6 Июня через особую депутацию всеподданнейшего адреса с ходатайством о народном представительстве.
17 апреля 1905 года был издан Указ об укреплении начал веротерпимости. Он разрешал «отпадение» от православия в другие исповедания. Были отменены законодательные ограничения в отношении старообрядцев и сектантов. Ламаистов было воспрещено впредь официально называть идолопоклонниками и язычниками.
21 июня 1905 года начинается восстание в Лодзи, ставшее одним из основных событий в революции 1905—1907 годов в Царстве Польском.

#### Учреждение Государственной Думы Российской империи
Ситуация в Российской империи накалилась, и, 6 августа 1905 года, Манифестом Николая II была учреждена Государственная дума как «особое законосовещательное установление, коему предоставляется предварительная разработка и обсуждение законодательных предположений и рассмотрение росписи государственных доходов и расходов». Срок созыва был установлен — не позднее середины января 1906 года.
Одновременно было опубликовано Положение о выборах от 6 августа 1905 г., установившее правила выборов в Госдуму. Из четырёх наиболее известных и популярных демократических норм (всеобщие, прямые, равные, тайные выборы) в России оказалась реализованной только одна — тайная подача голосов. Выборы не были ни всеобщими, ни прямыми, ни равными. Организация выборов в Госдуму возлагалась на министра внутренних дел Булыгина.

## Выборы в I Госдуму Российской империи

### Выборы
Закон о выборах в Государственную думу был опубликован 11 декабря 1905.
Выборы в первую Государственную думу проходили в феврале — марте 1906 года. Наибольшего успеха достигла Конституционно-демократическая партия (кадеты).
Вследствие неодновременности выборов деятельность Государственной думы проходила при неполном составе. В ходе работы Государственной думы шло пополнение её состава за счёт представителей национальных районов и окраин, где выборы проходили позже, чем в центральных губерниях. Кроме того, ряд депутатов перешёл из одной фракции в другую.
Государственная дума избиралась на 5-летний срок, до истечения которого могла быть распущена императором, назначавшим одновременно новые выборы и время созыва. Это право применялось императором Николаем II для роспуска Государственной думы 1-го и 2-го созывов.
Выборы были многоступенчатыми, проводились по четырем неравноправным куриям: 1) землевладельческой, 2) городской, 3) крестьянской и 4) рабочей. Норма представительства составляла: один выборщик на 2 тыс. населения в землевладельческой курии, на 4 тыс. — в городской, на 30 тыс. — в крестьянской, на 90 тыс. — в рабочей.

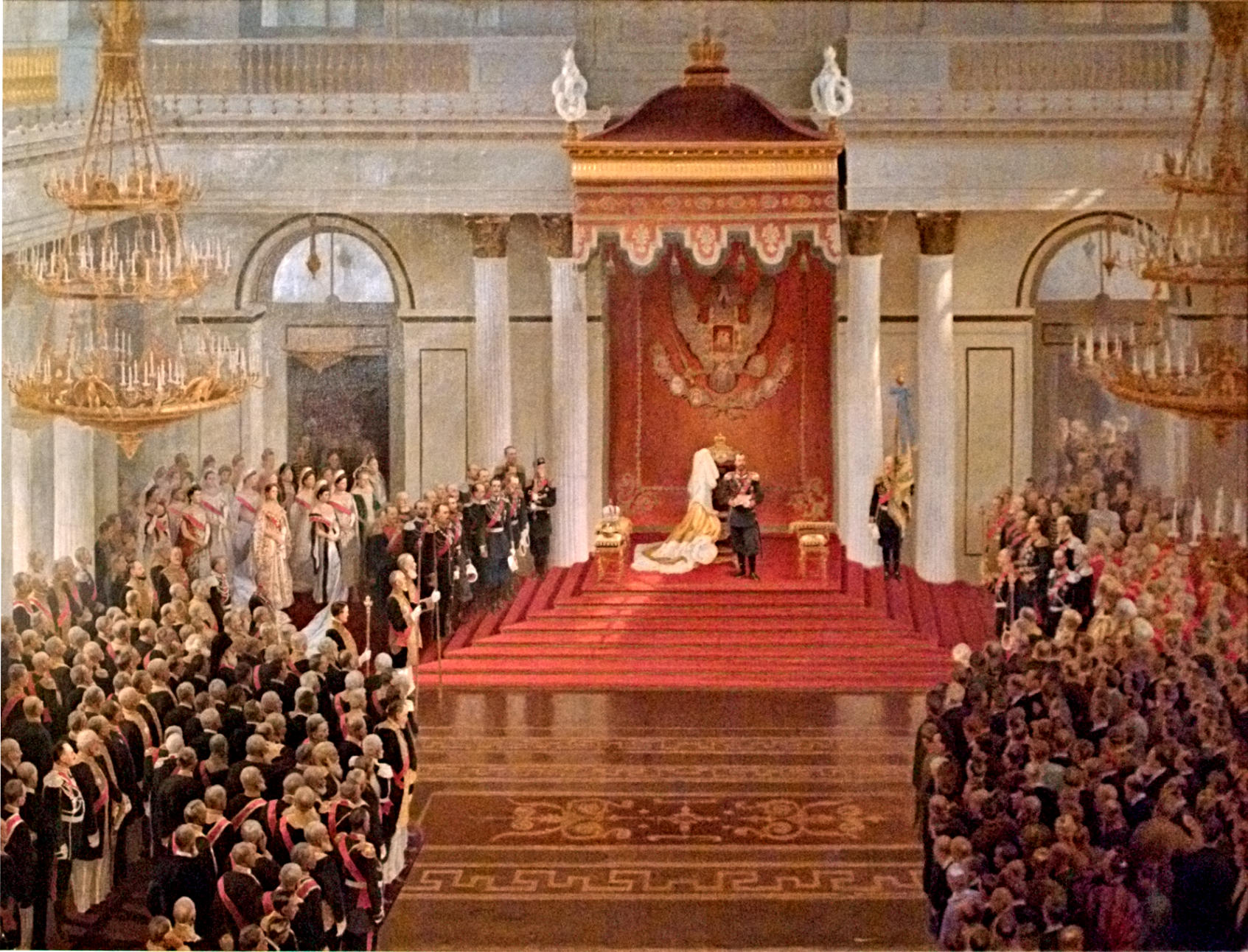
Прием в Георгиевском зале Зимнего дворца по случаю открытия Первой Государственной думы 27 апреля 1906 года.

27 апреля 1906 года депутаты Государственной Думы и члены Государственного Совета собрались на торжественный приём в Зимнем дворце, где перед ними с речью выступил Николай II: «С пламенной верой в светлое будущее России я приветствую в лице вашем тех лучших людей, которых я повелел возлюбленным моим подданным выбрать от себя. Трудная и сложная работа предстоит вам. Верю, что любовь к Родине и горячее желание послужить ей воодушевят и сплотят вас». В своих воспоминаниях министра иностранных дел А. Извольский описывал «группы провинциальных адвокатов и докторов, одетых в сюртуки», среди которых «только изредка среди них можно было заметить мундир», «но над этими буржуазными костюмами доминировало простое платье — крестьянские кафтаны и рабочие блузы…». В то время как либералы связывали с депутатами свои надежды на изменения к лучшему, называя рождение Думы «первым утром российской свободы» справа и слева раздавалась критика. 28 апреля на митинге левых доказывали, «что рабочим нечего от неё [Думы] ждать».. 20 мая газета «Русское дело» предлагала своим читателям «Присмотритесь к нашей новорожденной Думе. Разве это не капище либеральной фразы, прикрывающей стремление захватить власть над Россией? Немудрено, если попавшие случайно в Думу настоящие крестьяне и живые люди живой жизни начали бегство из Думы — один сошел с ума еще по дороге, другой отказался, третий умер от нервного перенапряжения».

### Курии
Избирательное право имели не все жители империи. Для того, чтобы иметь избирательное право необходимо минимум за год до выборов соответствовать следующим критериям:
- по землевладельческой курии — быть владельцем от 100 до 650 десятин земли в зависимости от местности, иметь недвижимую собственность стоимостью не менее 15 тыс. рублей.
- по городской курии — быть владельцем городской недвижимости и торгово-промышленных заведений, квартиросъемщиком или служащим.
- по крестьянской курии — иметь домовладение;
- по рабочей курии — быть рабочим предприятия с не менее 50 рабочими мужского пола.

Кроме того, имелись категории населения, вообще лишённые избирательных прав. К ним относились иностранные подданные, лица моложе 25 лет, женщины, учащиеся, военные состоящие на действительной службе, бродячие инородцы, признанные виновными в преступлениях, отрешённые от должности по суду (в течение 3 лет после отрешения), состоящие под судом и следствием, банкроты (до определения причины — все кроме несчастных), состоящие под опекой (под опекой помимо малолетних состояли глухонемые, душевнобольные и признанные расточителями), лишённые духовного сана за пороки, исключенные из сословных обществ по их приговорам, а также губернаторы, вице-губернаторы, градоначальники и их помощники (во вверенных им территориях) и полицейские (работающие в избирательном округе).
Выборы проходили в несколько ступеней:
- для городской курии двухступенчатые: в  Петербурге, Москве и 24 крупных указанных в избирательном законе городах избиратели выбирали выборщиков на городское собрание, которое затем избирало членов Думы.
- для землевладельческой курии (в уездах и всех других городах) двух- или трёхступенчатые: лица, чья собственность была равно или больше установленного для данной местности ценза на уездном съезде землевладельцев избирали делегатов на губернское собрание, которое затем избирало членов Думы. Владельцы 1/10 ценза и священнослужители на предварительных уездных съездах избирали уполномоченных, которые затем на уездных съездах вместе с крупными землевладельцами избирали выборщиков для губернского избирательного собрания.
- для рабочей курии трёхступенчатые: 1) выборы одного уполномоченного от рабочих от предприятия с численностью рабочих 50-1000 человек или по 1 уполномоченному от каждой тысячи рабочих на крупных предприятиях, 2) избрание выборщиков на губернских сходах уполномоченных, 3) выборы членов Думы на губернском избирательном собрании;
- для крестьянской — четырёхступенчатые: 1) выборы выборных от 10 дворов, 2) выборы уполномоченных от волости на волостном сходе, 3) избрание выборщиков на уездном съезде уполномоченных, 4) выборы членов Думы на губернском или областном избирательном съезде[51].

Таким образом, эти курии (в 26 городских округах выборщиков избирали только городская и рабочая курии) избирали выборщиков в собрание избирателей округа, которое затем уже на избирательном съезде избирали столько депутатов, сколько полагалось законом избирать от данного округа.
Сословно-куриальная система была признана более предпочтительной, чем общие, прямые, равные и тайные выборы, так как и император, и председатель правительства С. Ю. Витте опасались, что «в крестьянской стране, где большинство населения не искушено в политическом искусстве, свободные и прямые выборы приведут к победе безответственных демагогов и в законодательном органе будут заседать по преимуществу адвокаты».
Было создано 135 избирательных округов в том числе 26 городских (избирали 34 депутата), 33 территориально-сословных, конфессиональных, территориально-конфессиональных и этнических округов (40 депутатов). От губернии избиралось от 2 до 15 депутатов, от города — от 1 до 6. Европейская Россия избирала 412 депутатов (79 %), Польша — 37 депутатов (7 %), Кавказ — 29 (6 %), Сибирь и Дальний Восток — 25 (4 %), Средняя Азия и Казахстан — 21 (4 %).
Выборы проводились в основном в феврале-марте 1906 года, а в национальных районах и окраинах и позже, так что к началу работы из 524 депутатов были избраны около 480, поэтому состав первой Думы постепенно дополнялся подъезжающими избранными депутатами. Во многих районах Сибири, например, выборы проводились в мае—июне 1906 года, кроме того властями отрабатывался механизм проведения выборов в условиях военного положения, поэтому военное положение было введено во всех уездах, прилегавших к линии Сибирской железной дороги.
Представители левых и крайне правых партий бойкотировали выборы, левые считали, что Дума не обладает никакой реальной властью, а крайне правые вообще относились отрицательно к самой идее парламентаризма, выступая за незыблемость Самодержавия. Несмотря на это, в выборах участвовали меньшевики и социалисты-революционеры, как независимые кандидаты. В. И. Ленин впоследствии признавал, что бойкот выборов в I Государственную Думу «был ошибкой».

### Итоги выборов

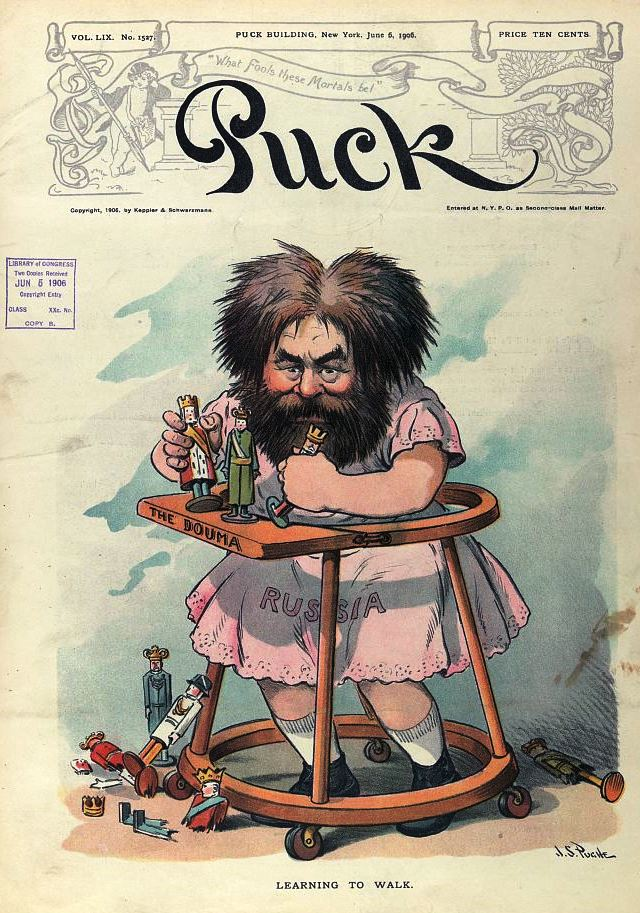
(«Puck», США, июнь 1906)

По итогам выборов, места в I Госдуме Российской империи распределялись следующим образом:
| Партия                 | I Госдума Российской империи |
| ---------------------- | ---------------------------- |
| РСДРП                  | 18                           |
| Эсеры                  | -                            |
| Народные социалисты    | -                            |
| Трудовики              | 110                          |
| Прогрессивная партия   | 60                           |
| Кадеты                 | 178                          |
| Октябристы             | 13                           |
| Националисты           | -                            |
| Польское коло          | 34                           |
| Группа западных окраин | 14                           |
| Правые                 | -                            |
| Беспартийные           | 70                           |

Состав I Госдумы Российской империи был таким: были избраны: 121 земледелец, 10 ремесленников, 17 фабричных рабочих, 14 торговцев, 5 фабрикантов и управляющих фабриками, 46 помещиков и управляющих имениями, 73 земских, городских и дворянских служащих, 16 священников, 14 чиновников, 39 адвокатов, 16 врачей, 7 инженеров, 16 профессоров и приват-доцентов, три преподавателя гимназии, 14 сельских учителей, 11 журналистов и 9 лиц неизвестных занятий. При этом 111 членов Думы занимали выборные должности по земскому или городскому самоуправлению (председатели и члены земских и городских управ, городские головы и старосты гласных).